# پولار ایرلاینز
پولار ایرلاینز (به انگلیسی: Polar Airlines) یک شرکت هواپیمایی با کد یاتا PI است که در ۱۹۹۷ میلادی تأسیس شده‌است. دفتر مرکزی پولار ایرلاینز در یاکوتسک، روسیه واقع شده‌است و به ۲۰ مقصد، پرواز انجام می‌دهد.